# 수목장
수목장(樹木葬)은 입지가 좋은곳에 나무를 심어 가꾸고 그 뿌리 부분에 화장한 고인의 뼛가루를 묻는 방법을 말한다. 
일반적으로 이렇게 조성된 나무에는 시설물 설치가 가능하지 않으며, 고인의 이름이 새겨진 나무패를 나무가지에 걸어놓는 것이 일반적이다. 또한 나무밑에 상을 차리고 제사를 지낼 수 없으므로 대부분의 수목장에서는 수목장 입구에 단을 만들어 제사를 지내도록 하고 있다. 
일반적인 수목장에서는 나무 한 그루에 고인 두 분에서 여섯 분까지 모시도록 하고 있으며 공설 수목장의 경우 처음 15년 계약 후 한 번 갱신하는 것을 원칙으로 하고 있으며 사설일 경우 그 계약기간을 무기한 연장할 수 있다.
단 최대의 단점은 화장한 유골을 땅에 묻는 방식으로 차후 개인의 사정으로 다른 곳에 옮길려고 할 경우 불가능하다.